# Edwin Barclay
Edwin Barclay (5 janvier 1882 - 6 novembre 1955) est un homme politique libérien, président de la république du Liberia du 3 décembre 1930 au 3 janvier 1944.
Lors de l'élection présidentielle de 1955, il tente de revenir au pouvoir mais est défait par son successeur, William Tubman, qui est réélu par 99,5 % des suffrages.

## Biographie

### Enfance et formation
Les grands-parents paternels d'Edwin Barclay ont déménagé de la Barbade au Libéria avec leurs enfants en 1865. Ils faisaient partie d'une minorité d'immigrants des Caraïbes mais partageaient avec les Américo-Libériens une culture avec une base anglaise, une ascendance métissée considérable et une histoire commune. Le père d'Edwin, Ernest Barclay, et son oncle, Arthur Barclay, sont devenus des politiciens importants au Libéria.

### Carrière
En 1901, à l'âge de 19 ans, Edwin a écrit une chanson patriotique libérienne, "The Lone Star Forever".
En 1943, il est le premier président africain à aller à la Maison-Blanche.

### Vie de famille
Barclay et sa femme Euphemia ont eu trois enfants. De plus, ils ont favorisé George Arthur Padmore (1915-2005). Il est devenu l'ambassadeur du Libéria aux États-Unis.